# 雪莉·奇澤姆
雪莉·安妮塔·奇澤姆（英語：Shirley Anita Chisholm，/ˈtʃɪzəm/，CHIZ-əm；婚前姓聖希爾（St. Hill），1924年11月30日—2005年1月1日）是一位美國政治人物。1968年，她成為第一位當選美國國會的非裔女性。
奇澤姆代表紐約第12國會選區，該選區中心位於布魯克林的貝德福–斯圖文森地區。在不同时期，该選區也包含周邊地區如布朗斯維爾、布希維克、皇冠高地和東紐約。她最後兩個任期內，該選區甚至延伸至北方的紐頓溪。她自1969年至1983年連任七屆。1972年，她成為第一位競逐主要政黨總統提名的非裔候選人，同時也是第一位競逐民主黨總統提名的女性。
在其職業生涯中，她因「堅決反對經濟、社會與政治不公正」而聞名。她也是非裔民權與女性權益的堅定支持者。
她出生於布魯克林，5歲至9歲時在巴貝多成長，並始終自認是巴貝多人裔美國人。她學業表現出色，並在美國完成大學教育。她最初從事幼兒教育工作，並於1950年代參與民主黨地方政治。1964年，在克服性別偏見後，她當選紐約州議會議員。四年後，她當選國會議員，推動擴大貧困人口的食品與營養項目，並晉升為黨內領導層成員。
1983年退休後，她在曼荷莲学院任教，並繼續從事政治組織工作。1993年她曾被提名為美國駐牙買加大使，但因健康問題而辭退。2015年，美國追授她總統自由勳章以表彰其貢獻。